# Phrixothrix hirtus
Phrixothrix hirtus é um inseto da ordem Coleoptera e da família Phengodidae; um besouro de distribuição neotropical (na América do Sul meridional; no Brasil, incluindo a sua Mata Atlântica e Região Centro-Oeste, na Argentina e no Paraguai) cuja larva é o único organismo que produz luz vermelha verdadeira dentre as espécies terrestres bioluminescentes; algumas, como esta, sendo conhecidas como larva-trenzinho, bicho-trem ou bonde-elétrico (em inglês: railroad worm). Foi descrito em 1909 por Ernest Olivier, junto com o seu gênero e sendo sua espécie-tipo, no texto "Description d'un nouveau genre et d'une nouvelle espèce de Drilidae [Col.]"; publicado no Bulletin de la Société entomologique de France, páginas 344-345 (seu holótipo, um macho, proveniente do Paraguai).

## Descrição
Enquanto suas fêmeas são neotênicas e muito semelhantes às larvas em quase todos os aspectos, incluindo sua bioluminescência, os machos são alados e alongados, medindo entre 15 a 19 milímetros de comprimento, com o corpo amarelado exceto a cabeça, que varia do marrom-avermelhado escuro ao quase negro; dotados de élitros triangulares e parcialmente abertos, deixando suas asas e ponta do abdômen visíveis; também dotados de antenas plumosas na cabeça. O comprimento da larva chega aos 36 milímetros, sendo dotada de uma sequência de luzes verdes em seu dorso e com uma luz vermelha na cabeça, cuja função é assustar os predadores de maneira apossemática. No caso dos adultos, apenas os machos, em sua metamorfose, perdem a luz vermelha e ficam com duas luzes verde-amareladas.